# 내 아내가 최고야
"내 아내가 최고야"는 1963년 공개된 대한민국의 영화이다.

## 배역
- 김진규
- 조미령
- 이대엽
- 양훈